# 2011 في بولندا
فيما يلي قوائم الأحداث التي وقعت خلال عام 2011 في بولندا.

## سياسة

### تعيين في المنصب
- 8 نوفمبر – أندجي دودا عضو سيم  [لغات أخرى]‏.

### انتهاء فترة المنصب
- 1 يناير – بياتا سيدلو عضو سيم  [لغات أخرى]‏.

## أفلام
من الأفلام التي صدرت هذه السنة في بولندا:
- 9 سبتمبر – إيليس من إخراج مالجورزاتا سزوموسكا.

## وفيات

### مايو
- 27 مايو – مارجو ديديك (مواليد 1974) لاعبة كرة سلة بولندية.

### يوليو
- 5 يوليو – هانا سيغال (مواليد 1918)

### أغسطس
- 19 أغسطس – يانوش كيرزكوسكي (مواليد 1947) درّاج طريق بولندي.

### ديسمبر
- 1 ديسمبر – كريستا فولف (مواليد 1929)